# Bermesnil
Bermesnil é uma comuna francesa na região administrativa de Altos da França, no departamento de Somme. Estende-se por uma área de 4,1 km². Em 2010 a comuna tinha 219 habitantes (densidade: 53,4 hab./km²).